# Großschmetterlinge
Die Schmetterlinge werden bis heute häufig in zwei nicht-systematische Gruppen unterteilt, die sogenannten Großschmetterlinge (Macrolepidoptera) und die sogenannten Kleinschmetterlinge (Microlepidoptera).

## Die klassischen Macrolepidoptera
Die klassischen Autoren des 19. Jahrhunderts teilten die Schmetterlinge in die Tagfalter oder Rhopalocera und die Nachtfalter oder Heterocera. Sie betrachteten die Microlepidopteren oder Kleinschmetterlinge als eine systematische Gruppe von letzteren, die sie v. a. nach der Aderung der Hinterflügel definierten. Die Macrolepidoptera waren dann die anderen zusammengenommen.
Mit dem Aufkommen der phylogenetischen Systematik oder Kladistik ab den 1950er Jahren wurde rasch klar, dass die Gruppierungen nach dieser Einteilung keine natürlichen Gruppen sein können. Dennoch hat sich die Verwendung der Begriffe „Großschmetterlinge“ und „Kleinschmetterlinge“ bis in die Gegenwart gehalten, was vor allem praktische Gründe hat. Die Großschmetterlinge standen von jeher im Zentrum des Interesses von Schmetterlingssammlern, Hobbyentomologen und Naturforschern, während die Kleinschmetterlinge nur von Spezialisten erforscht wurden. Viele faunistische Arbeiten beziehen sich daher auf Großschmetterlinge.
Aus praktischen Erwägungen wird die Einteilung daher bis heute beibehalten, auch wenn den verwendenden Fachleuten durchaus klar ist, dass die so definierten Gruppen künstlich sind. Klassische Bestimmungswerke, wie zum Beispiel Die Großschmetterlinge der Erde von Adalbert Seitz, aber auch neuere wie die Reihe Palaearctic Macrolepidoptera (Band 1 von 2008) beruhen darauf. Auch die aktuelle Rote Liste gefährdeter Arten des Bundesamts für Naturschutz behandelt nur die Großschmetterlinge. Aufstellungen zur regionalen oder globalen Biodiversität oder auch zum Naturschutz, wie etwa die in jahrzehntelanger, v. a. ehrenamtlicher Arbeit zusammengetragenen Bearbeitungen zum Rückgang der Schmetterlinge in Großbritannien, berücksichtigen ebenfalls meist nur die „macro-moths“.
Die Großschmetterlinge umfassen nach dieser Definition im Prinzip alle Falter, die groß und auffällig genug sind, das Interesse von Sammlern zu erregen, und die mit den klassischen, von diesen entwickelten Techniken zu bearbeiten und präparieren sind. Meist handelt es sich, neben den Tagfaltern, in der Regel um die Überfamilien: Hepialoidea (mit den Wurzelbohrern), Cossoidea (mit den Holzbohrern), Lasiocampoidea (mit den Glucken), Bombycoidea (mit den Schwärmern, Spinnern und Pfauenspinnern), Drepanoidea (mit den Sichelflüglern), Geometroidea (mit den Spannern) und Noctuoidea (mit den Eulenfaltern und Zahnspinnern).

## Macrolepidoptera als Taxon
Der Entomologe Joel Minet veröffentlichte im Jahr 1991 eine einflussreiche Arbeit, in der er ein neu definiertes Taxon Macrolepidoptera, dieses Mal als monophyletische Einheit, vorstellte, nachdem eine fast identische Gruppierung auf strikt kladistischer Grundlage schon 1986 von James Scott vorgeschlagen worden war. Diese Gruppierung ist von späteren Systematikern im Kern bestätigt worden, wenn auch spätere Bearbeiter nach neuen Erkenntnissen Überfamilien ein- oder ausgegliedert haben. Die Macrolepidoptera in diesem Sinn umfassen die Überfamilien  Mimallonoidea (mit der einzigen Familie Mimallonidae), Lasiocampoidea, Bombycoidea, Axioidea  (mit der einzigen Familie Axiidae), Calliduloidea, Drepanoidea, Geometroidea, Noctuoidea.
Molekulare Analysen, die anstelle des Vergleichs morphologischer Merkmale auf dem Vergleich homologer DNS-Sequenzen aufbauen, haben die Macrolepidoptera in diesem Sinne bestätigt, allerdings mit einer interessanten Ausnahme: Nach diesen Daten gehört die Überfamilie Papilionoidea, also die Tagfalter, nicht dazu. Diese ist demnach am nächsten mit einer Gruppe von Familien verwandt, die ausnahmslos „Kleinschmetterlinge“ umfasst.
Viele modernere Bearbeiter haben, einem Vorschlag von van Nieukerken und Kollegen folgend, anstelle des Namens „Macrolepidoptera“ den neuen Begriff „Macroheterocera“ für diese Gruppe als Taxon verwendet. Dies ist möglich, weil Namen oberhalb des Rangs der Überfamilie von den Nomenklaturregeln der ICZN nicht erfasst sind. Damit können die Bearbeiter von der sonst verpflichtenden Prioritätsregel abweichen und frei einen Namen wählen, den sie verwenden möchten.